# Gothcon
Gothcon, av arrangörerna skrivet GothCon, är ett årligt återkommande spelkonvent i Göteborg för rollspel, kortspel, brädspel, figurspel och lajv. Gothcon är Sveriges äldsta rollspelskonvent och arrangerades 2016 för fyrtionde gången.

## Organisation
Konventet styrs av föreningen GothCon, en icke-vinstdrivande ideell förening vars enda syfte är att anordna Gothcon varje år. Arrangemangen på konventet organiseras och drivs av externa parter, allt från enskilda individer till diverse spelföretag.

## Större event
Gothcon står varje år som värd för Fenix awards som ges ut av Fenix (tidning). I samband med denna gala ger föreningen GothCon också ett pris för årets konventsfrämjare och presenterar vinnaren i konventets logotyptävling, som blir nästkommande konvents logga.

## Systerkonvent
Inofficiellt har LinCon länge ansetts vara Gothcons systerkonvent. Många personer arbetar som funktionärer och stab på båda konventen, och båda har använt samma anmälningssystem sedan slutet på 1990-talet, även om systemet i sig bytts.
2020 inleddes ett samarbete med Dreieichcon och Ropecon som 2023 resulterade i att Dreieichcon blev Gothcon officiella systerkonvent.

## Historia
Gothcon startades 1977 av Arne Husberg och H.G. Wessberg under namnet KONVENT'77. Första året hade konventet 20-30 besökare och hölls i Akvariet på FFS Studentkår på Götabergsgatan. Krigsspel och figurslag dominerade medan möjlighet att pröva på rollspel i form av Dungeons & Dragons och introduktion till Go även fanns på schemat.
Till nästa års KONVENT'78 kom 30 personer. Ökningen innebar att man inte längre fick plats i Stora Akvariet, utan behövde såväl Lilla Akvariet som konferensrummet. AD&D gjorde sitt intåg och man kunde även testa att spela datorspel på en Commodore PET.
KONVENT'79 fick något fler spelare än året innan. Från att ha varit blandat fanns det nu folk som bara spelade rollspel, och sådana som bara spelade krigsspel. Ett miniscenario i Dungeons & Dragons kördes av Mikael Börjesson, och Christer Oscarsson fick pris som bästa spelare. Junta gjorde sitt intåg och blev genast populärt. Arrangörer var Mikael Börjesson, Anders Blixt och Tommy Johansson.
År 1980 ändrades namnet till Gothcon och konventet hade runt 80 deltagare. Mikael Börjesson skapade den första Dungeons & Dragons-turneringen i Sverige. Junta, Spellmaker, Pandoras Ö, Bar Room Brawl och ett dubbelsidigt travellerscenario attraherade många deltagare. Anders Blixt var huvudarrangör.